# Konrád I. Brněnský
Konrád I. Brněnský (asi 1035 – 6. září 1092, Praha), syn Břetislava I. a Jitky ze Svinibrodu (Schweinfurtu), byl kníže brněnského údělu (1055–1056 a 1061–1092) a český kníže (1092) z dynastie Přemyslovců.
Konrád byl bratrem knížete Spytihněva II., krále Vratislava II., Oty Olomouckého a biskupa Jaromíra.

## Zřízení údělů na Moravě
Břetislav I. krátce před svou smrtí ustanovil stařešinský nástupnický řád, kdy se českým knížetem měl stát vždy nejstarší Přemyslovec, a Moravu rozdělil na severní a jižní část.
Po smrti knížete Břetislava I. a nástupu jeho syna Spytihněva II. na český trůn získal Konrád do správy jednu z částí rozdělené Moravy a usídlil se v Brně (v Olomouci sídlil jeho bratr Vratislav, budoucí český kníže a král, ve Znojmě bratr Ota). Když se moravská knížata postavila na počátku Spytihněvova panování proti jeho způsobům, vytáhl český kníže proti Moravě. Konráda i Otu vzal k sobě ke dvoru, Konrád se stal nejvyšším lovčím, moravské úděly byly zrušeny.

## Podpora bratra Jaromíra
Po náhlé smrti Spytihněvově se ujal vlády Vratislav II. a r. 1061 vrátil bratrům údělná knížectví; Ota převzal Olomoucko. Roku 1063 se Konrád aktivně podílí na zřízení biskupství v Olomouci. Po smrti pražského biskupa Šebíře vystupují Ota a Konrád ve prospěch jmenování svého bratra Jaromíra, jak ve své závěti ustanovil jejich otec. Přestože Vratislav II. obávaje se rostoucí moci svých bratrů postavil vlastního kandidáta, musel pod hrozbou vzpoury ustoupit.
Konrád šel proti Vratislavově politice i nadále a o své vůli odňal olomouckému biskupství hrad Podivín a vrátil ho pod správu pražské diecéze. Proti olomouckému biskupu Janovi si počínal velmi hrubě, což nakonec vedlo k zásahu římského papeže Řehoře VII. (1075), který oba biskupy smířil.

## Období boje o investituru

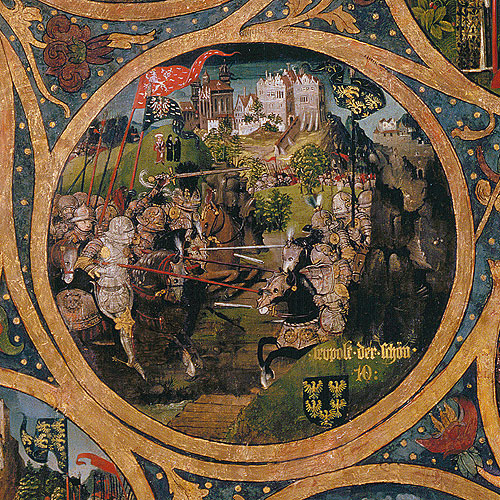
Bitva u Mailbergu

Přemyslovci stáli na straně císaře Jindřicha IV. v bojích o investituru proti papeži Řehoři VII. Po kajícném setkání Jindřicha s Řehořem v Canosse 1077 se proti císaři postavil rakouský markrabě Leopold II. Babenberský, který začal napadat území českého státu. Spojené oddíly Vratislavovy, Otovy i Konrádovy Leopoldovo vojsko porazily v bitvě u Mailbergu 12. května 1082. Za podporu císaře byl v roce 1085 Vratislav II. prohlášen českým králem.

## Vratislavovo tažení na Moravu
Po smrti Oty Olomouckého roku 1087 se jeho vdova Eufemie Uherská vydala do ochrany Konrádovi a Konrád tak získal celou Moravu. Odpůrci sílící Moravy v čele se Zderadem vyprovokovali Vratislava k novému tažení proti Moravě. Byla dobyta Olomouc, kde kníže ustanovil údělným knížetem svého prvorozence z třetího manželství Boleslava. Pak oblehl Brno, kde se však postavil proti otci syn Břetislav.
Když byl v půtce zabit Zderad, získala Břetislavova strana ve vojsku převahu a Vratislav musel v této těžké situaci ustoupit. V souladu se stařešinským řádem svého otce prohlásil král Vratislav Konráda I. Brněnského za svého nástupce. Princ Břetislav odešel před zlobou otce ze země.

## Doba panování
Titul českého knížete získal Konrád po smrti svého bratra Vratislava II. v roce 1092, na knížecí stolec usedl 20. ledna t. r.
Jeho krátkou dobu vlády poznamenala jen jediná událost, když se pokusil opět spojit pražské a olomoucké biskupství a vypravil poselství k císaři. Ten však mezitím oba biskupy ve funkcích potvrdil, a tak Konrádovi nezbylo, než velikonoční svátky r. 1092 světit s oběma biskupy na Vyšehradě ve vzájemné shodě. Jeho smrtí po osmi měsících 6. září 1092 se završilo období 37 let, v jejichž průběhu vládli v Čechách Břetislavovi synové.

## Rodina
Poslechnout si článek · info
S manželkou Virpirkou, hraběnkou z Tenglingu, měl Konrád I. dva syny:
- Oldřich Brněnský († 1113), brněnský údělník

∞ N.N.
- Litold Znojemský († 1112), znojemský údělník

∞ Ida Babenberská

## Genealogie
| Oldřich zm. 9. listopadu 1034 | Oldřich zm. 9. listopadu 1034 |                                    |                                    | Božena? zm. po 1052 | Božena? zm. po 1052 |  |  | Jindřich Nordgavský zm. 18. září 1017 | Jindřich Nordgavský zm. 18. září 1017 |                                 |                                 | Gerberga (z Grabfeldu)? zm. po 1036 | Gerberga (z Grabfeldu)? zm. po 1036 |
|                               |                               |                                    |                                    |                     |                     |  |  |                                       |                                       |                                 |                                 |                                     |                                     |
|                               |                               |                                    |                                    |                     |                     |  |  |                                       |                                       |                                 |                                 |                                     |                                     |
|                               |                               | Břetislav I. zm. 9. listopadu 1034 | Břetislav I. zm. 9. listopadu 1034 |                     |                     |  |  |                                       |                                       | Jitka ze Svinibrodu zm. po 1052 | Jitka ze Svinibrodu zm. po 1052 |                                     |                                     |
|                               |                               |                                    |                                    |                     |                     |  |  |                                       |                                       |                                 |                                 |                                     |                                     |
|                               |                               |                                    |                                    |                     |                     |  |  |                                       |                                       |                                 |                                 |                                     |                                     |
|                               |                               |                                    |                                    |                     |                     |  |  |                                       |                                       |                                 |                                 |                                     |                                     |

|                                      |                                      | Virpirka z Tenglingu zm. po 1092 OO 1054 | Virpirka z Tenglingu zm. po 1092 OO 1054 | Konrád I. Brněnský nar. asi 1035 zm. 6. září 1092 | Konrád I. Brněnský nar. asi 1035 zm. 6. září 1092 |  |  |  |  |
|                                      |                                      |                                          |                                          |                                                   |                                                   |  |  |  |  |
|                                      |                                      |                                          |                                          |                                                   |                                                   |  |  |  |  |
| Oldřich Brněnský zm. 27. března 1113 | Oldřich Brněnský zm. 27. března 1113 | Litold Znojemský zm. 15. března 1112     | Litold Znojemský zm. 15. března 1112     |                                                   |                                                   |  |  |  |  |